# كازومي تاكاياما
كازومي تاكاياما (تاكاياما كازومي، مواليد 8 فبراير 1994) مغنية يابانية، وممثلة، مضيفة تلفزيون، وكاتبة، وعضو في مجموعة الفتاة اليابانية الغنائية نوغيزاكا 46، مؤلفة مشاركة لكتاب المساعدة الذاتية، كتاب أساليب الاستثمار التي تحافظ على تنامي أموالي رغم أنني من أيدول ، ومؤلفة رواية ترابيزيوم.